# Åkerspärgel
Åkerspärgel (Spergula arvensis L.) är en ettårig lågväxande ört. Ursprungligen stavades svenska namnet åkerspergel.

## Beskrivning
Växten har vita blommor med 5 pistiller och 10 ståndare.
Blomningstid juli till september.
Åkerspärgel är mycket lik vårspärgel, som den lätt kan förväxlas med. Se jämförande bilder nedan.

## Habitat
Vanlig i hela Europa. I Lule lappmark håller den sig under ca 420 m ö h. och i Finland ej längst i norr.
I Norge vanlig längs kusterna, men håller sig i södra delen under ca 800 m ö h.
I Afrika finns åkerspärgel längs Medelhavet och i Marocko. I Nordamerika är åkerspärgel inte ursprunglig, men finns allmänt i de östligaste delstaterna ungefär från Stora sjöarna och till atlantkusten och Mexikanska golfen.
I Asien sträcker sig utbredningen en god bit in i Ryssland.

### Utbredningskartor
- Norden (Inklusive S. linicola, S. maxima och S. sativa)
- Norra halvklotet

## Biotop
Torr mark, där mänsklig verksamhet präglar trakten, och stränder.

## Användning
I det tidigare agrara Sverige användes växten som kreatursbete, men odlades även för foder. Odling av åkerspärgel har numera helt fallit ur bruk.
Fröerna kan malas och mjölet användas till nödbröd.

## Etymologi
Arvensis betyder ”i åkrar”, av latin arvum, som betyder åker.

## Underarter
- Foderspärgel (ssp. sativa var. sativa)
- Jättespärgel (ssp. arvensis var. maxima)
- Linspärgel (ssp. sativa var. praevisa)
- Sydspärgel (ssp. arvensis var. arvensis)

Underarterna (ssp.) är i Sverige numera sällsynta eller helt försvunna.

## Dialektalt
| Namn              | Trakt        | Ref.  | Förklaring |
| ----------------- | ------------ | ----- | --- |
| Knutarv           | Blekinge     | [ 1 ] | |
| Leindöd           | Gotland      | [ 2 ] | "Lindöd". Har troligen ursprungligen syftat på underarten jättespärgel som förekom som ogräs i linåkrarna och kunde skada dem allvarligt. |
| Linbända, Linbäna | Halland      | [ 3 ] | |
| Nägde             | Ångermanland | [ 1 ] | |
| Skarv             | Småland      | [ 1 ] | |
| Te                | Blekinge     | [ 1 ] | |
| Tryle             | Svealand     | [ 1 ] | |
| Åkerfryle         |              |       | |

## Jämförelse med förväxlingart
Åkerspärgel är mycket lik vårspärgel (S. morisonii), som den lätt kan förväxlas med. Nedan följer bilder på båda arterna för jämförelse. 

Översta bilderna jämförelse mellan arterna, nedersta närbilder på åkerspärgel
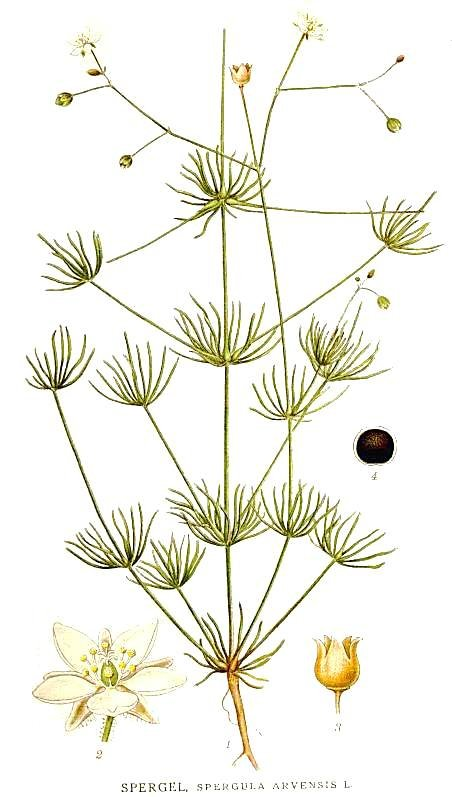
Åkerspärgel
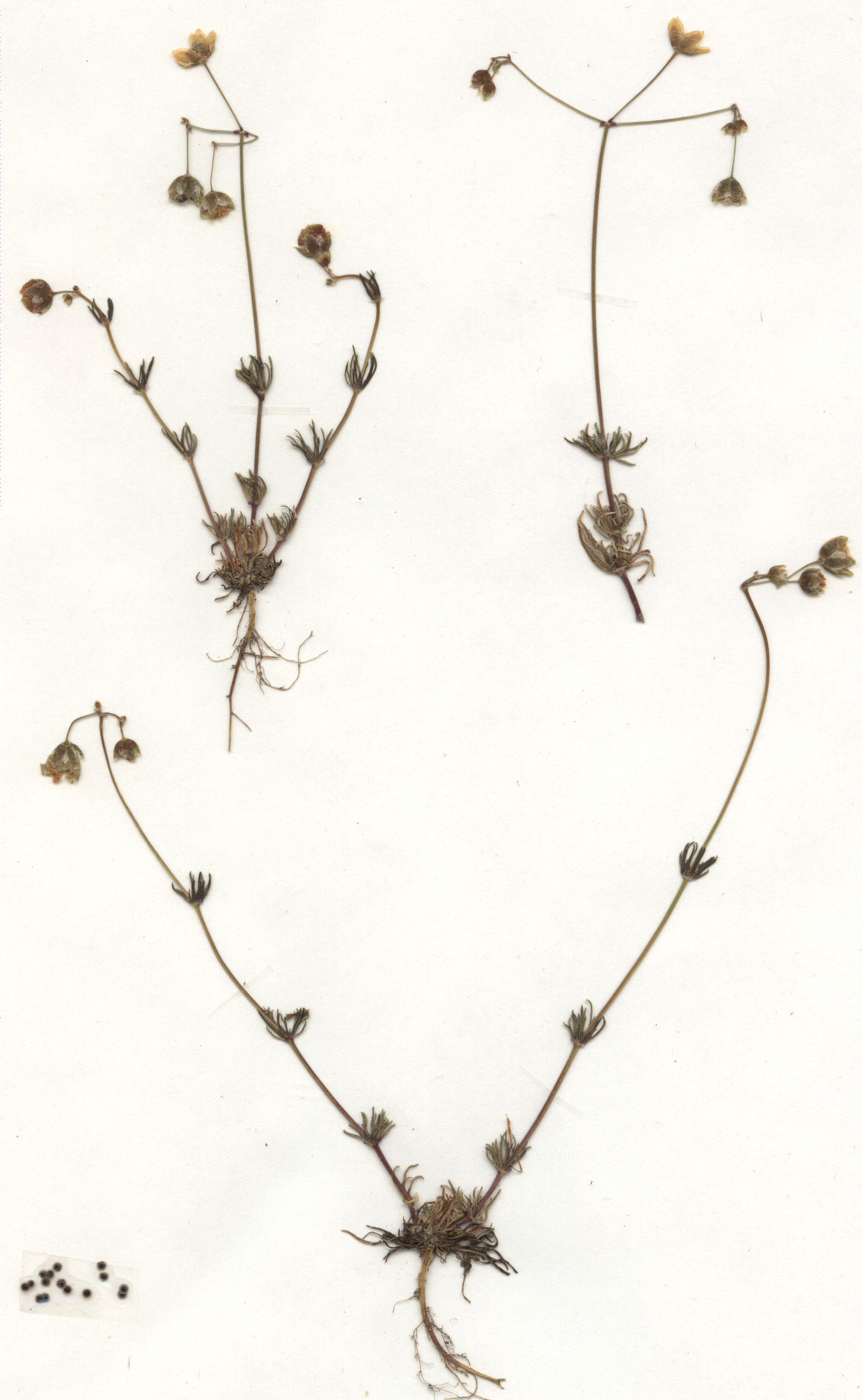
Vårspärgel
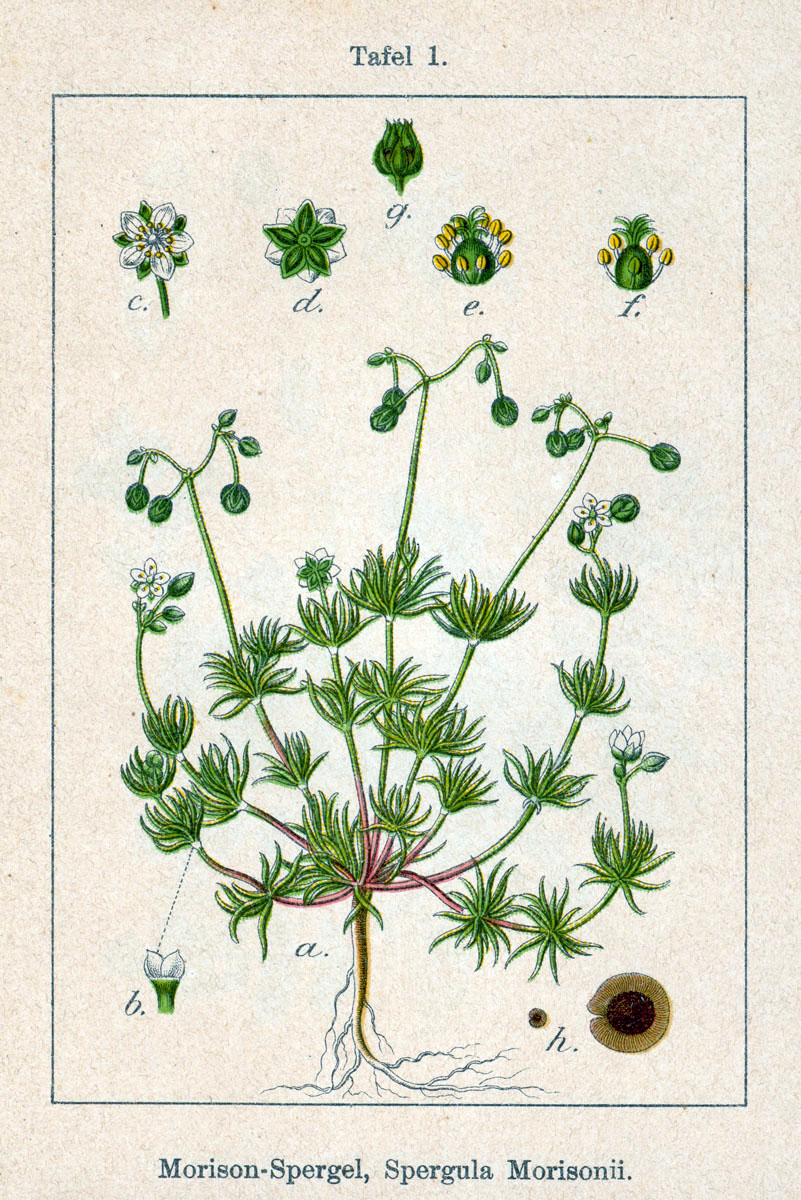
Vårspärgel
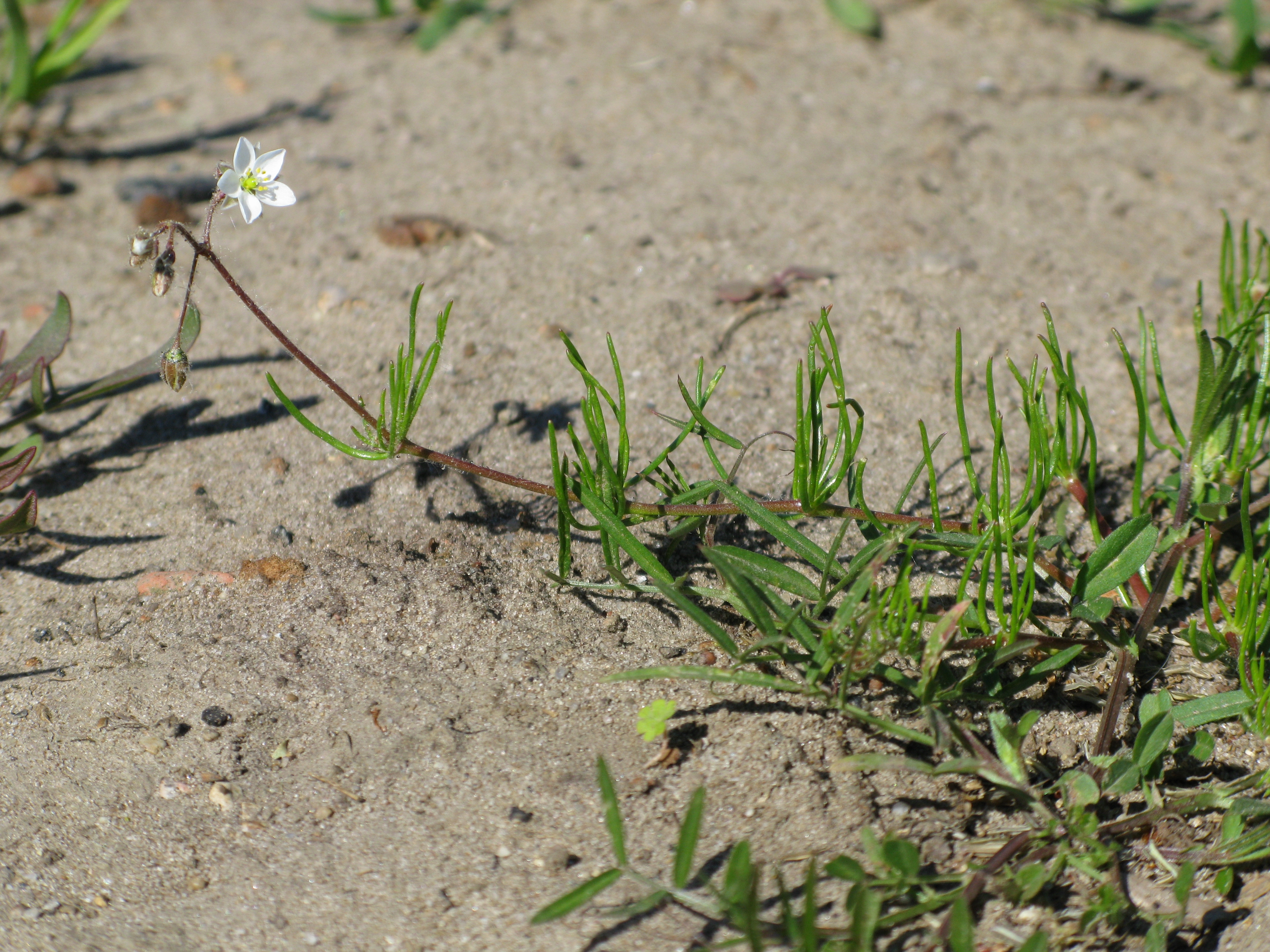
Åkerspärgel
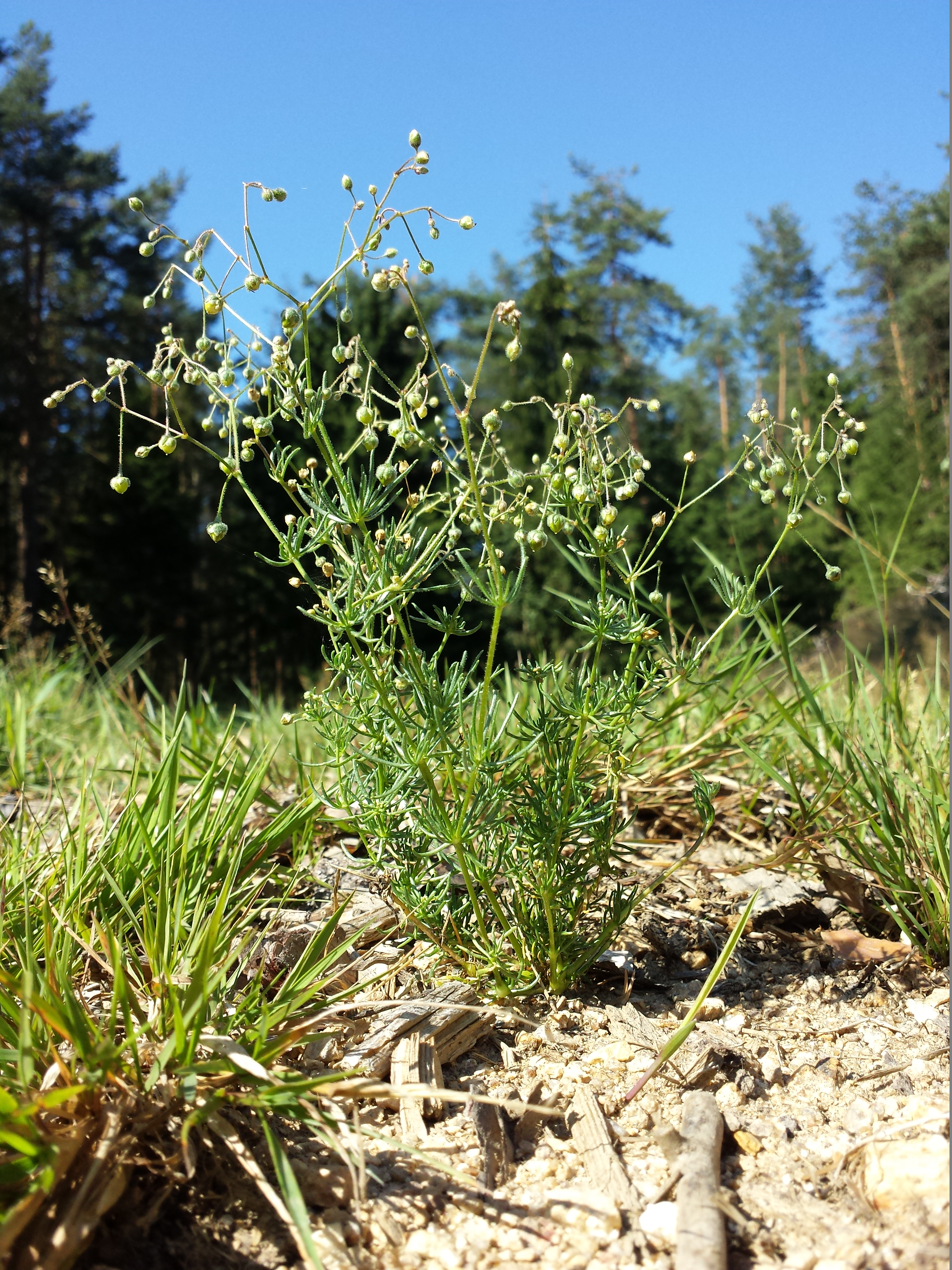
Åkerspärgel på grusig växtplats
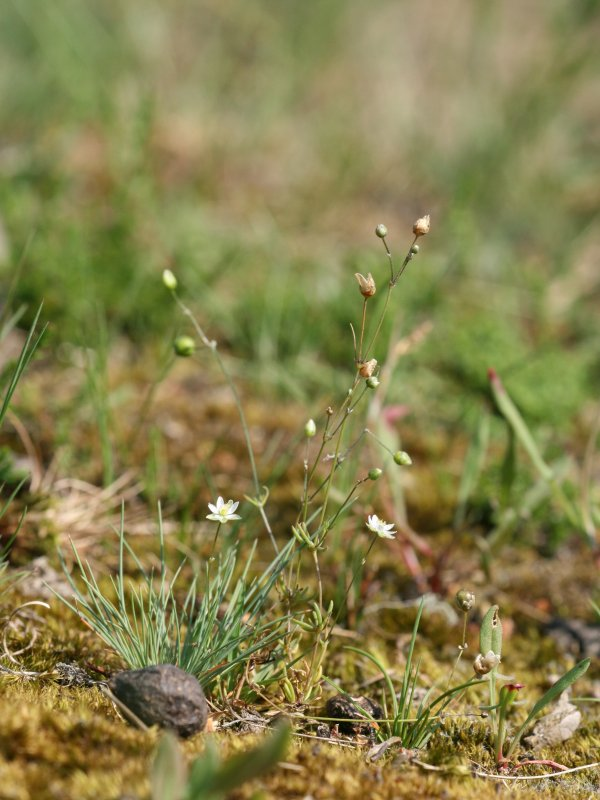
Vårspärgel
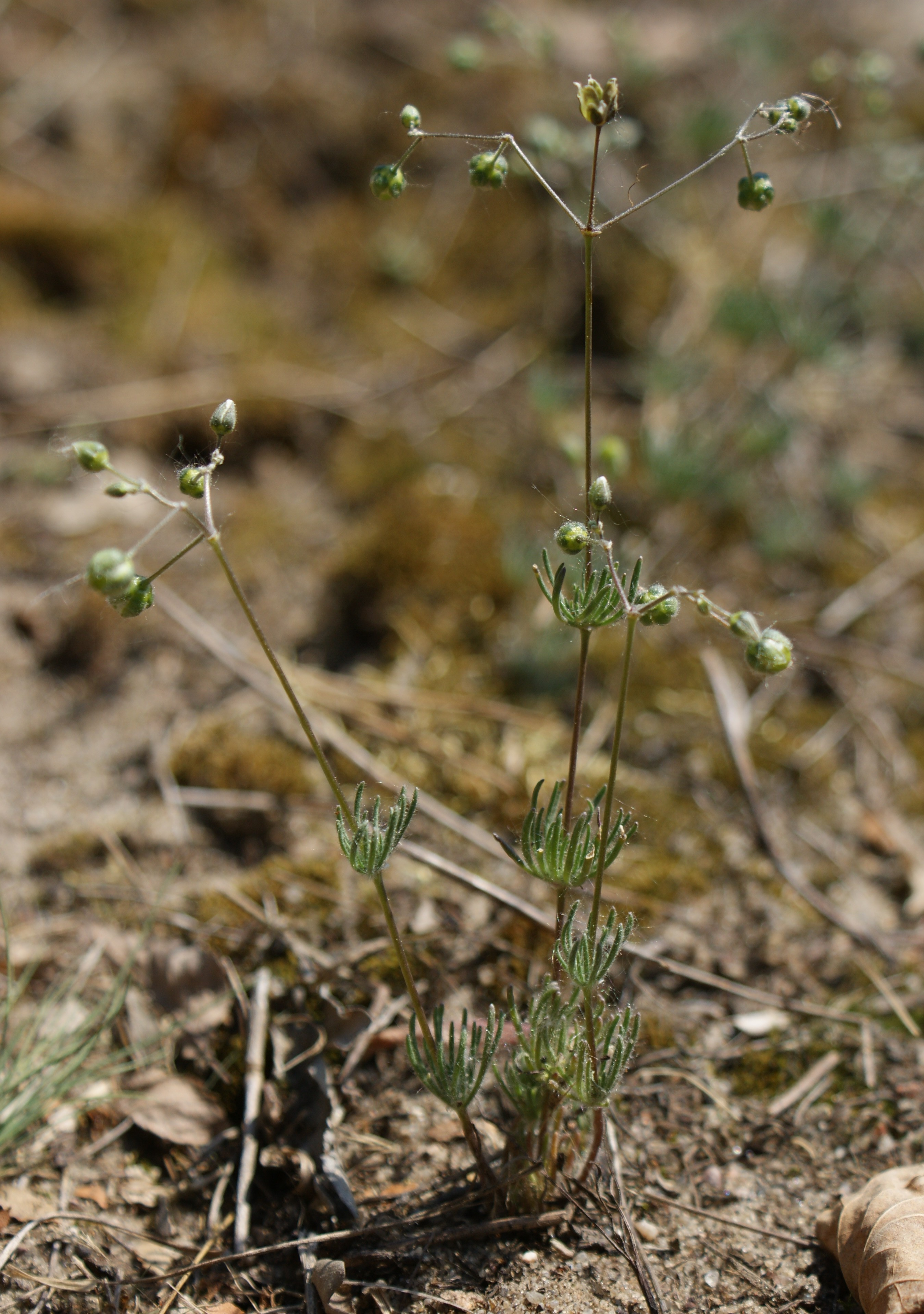
Vårspergel
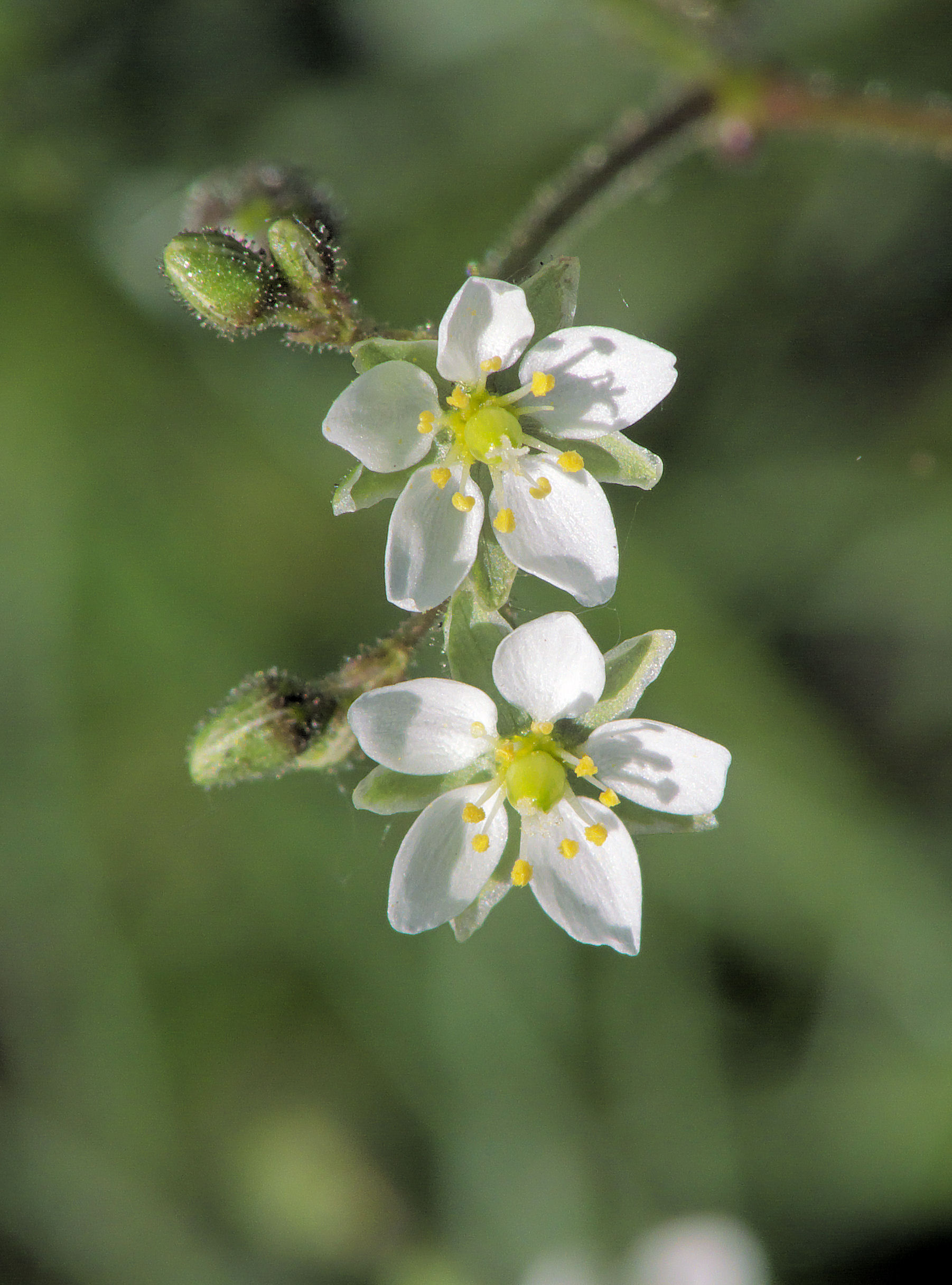
Åkerspärgel
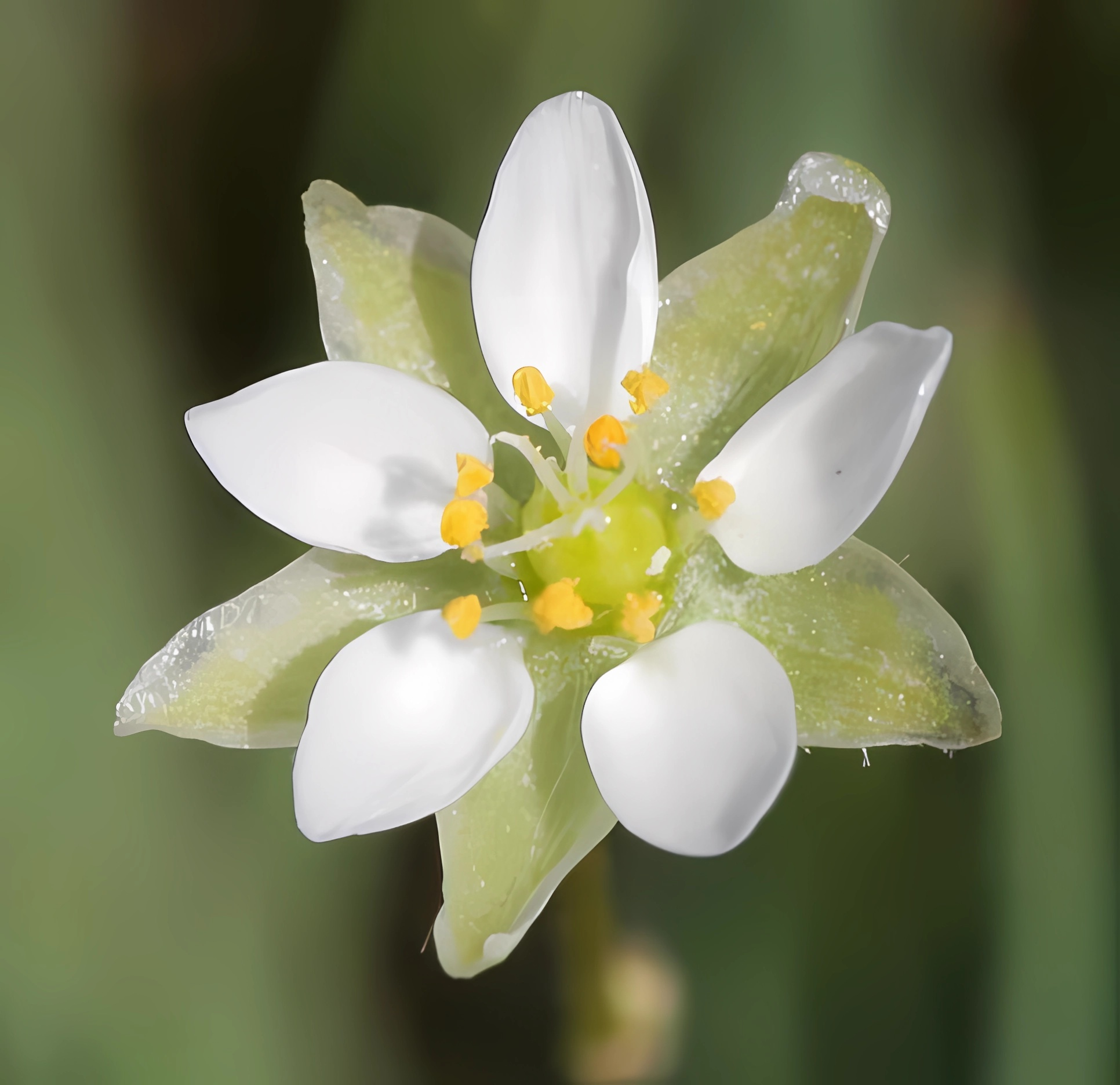
Vårspärgel
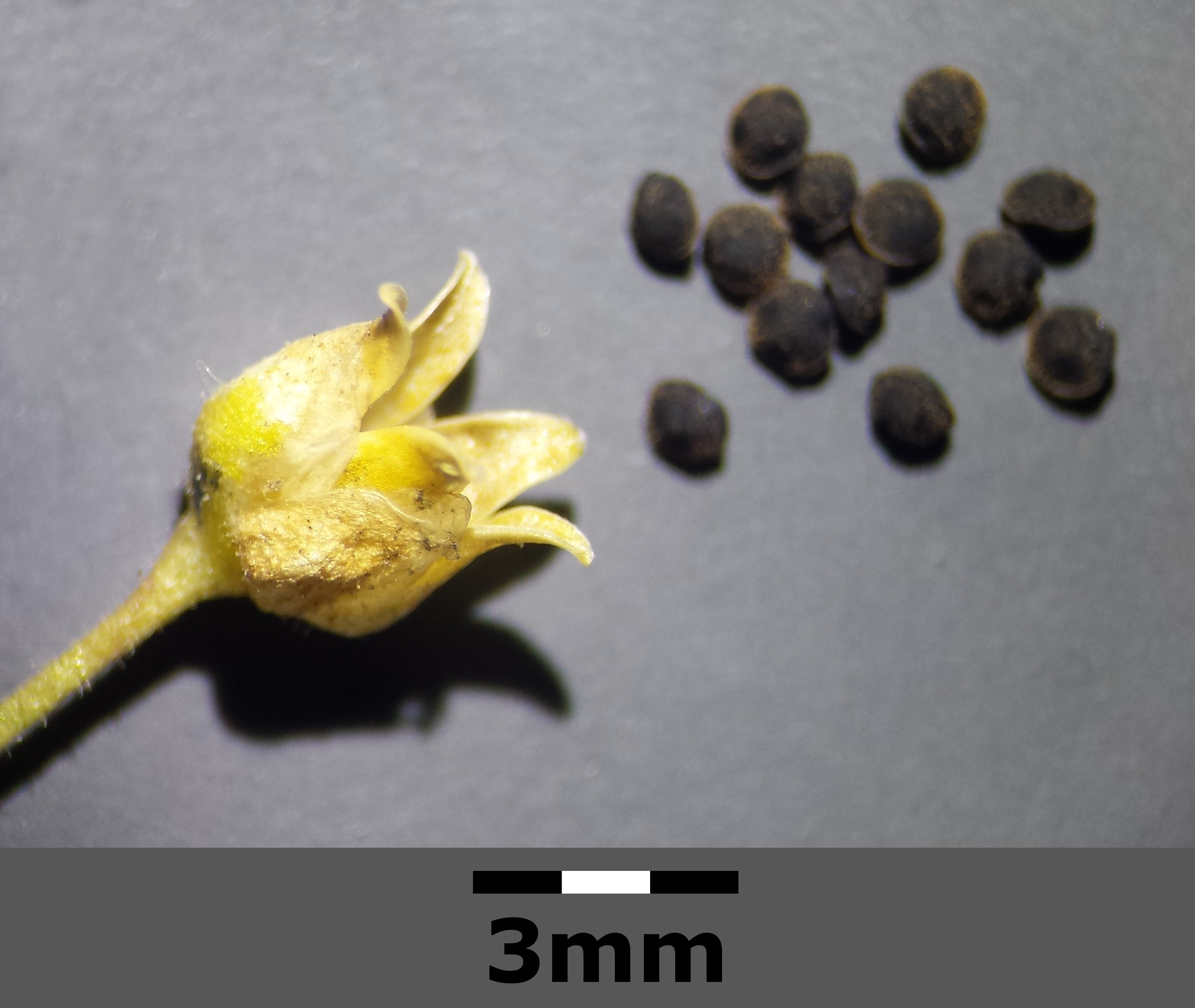
Frökapsel och frön från åkerspärgel
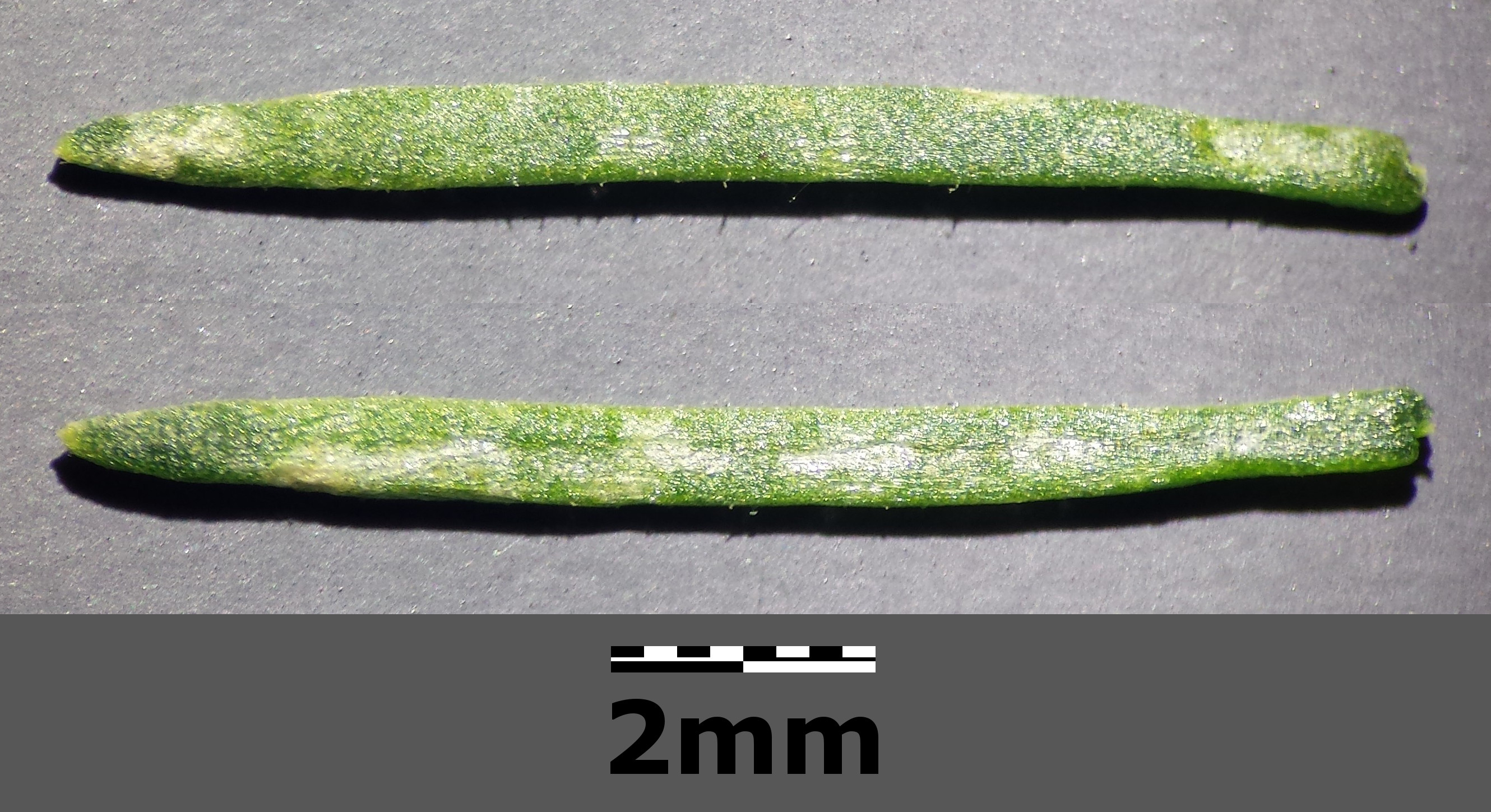
Åkerspärgelns blad Ovansida och undersida
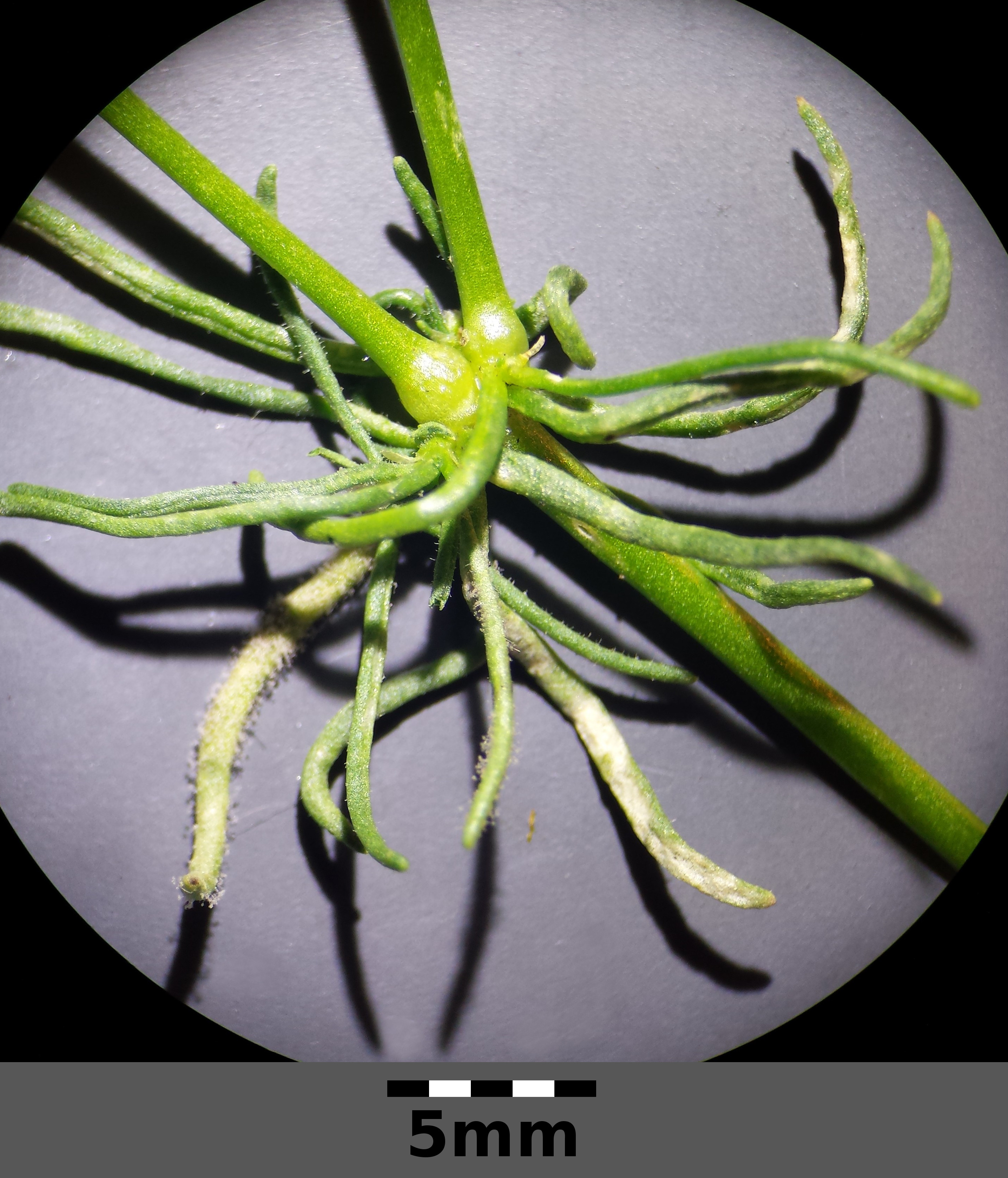
Stipel på åkerspärgel
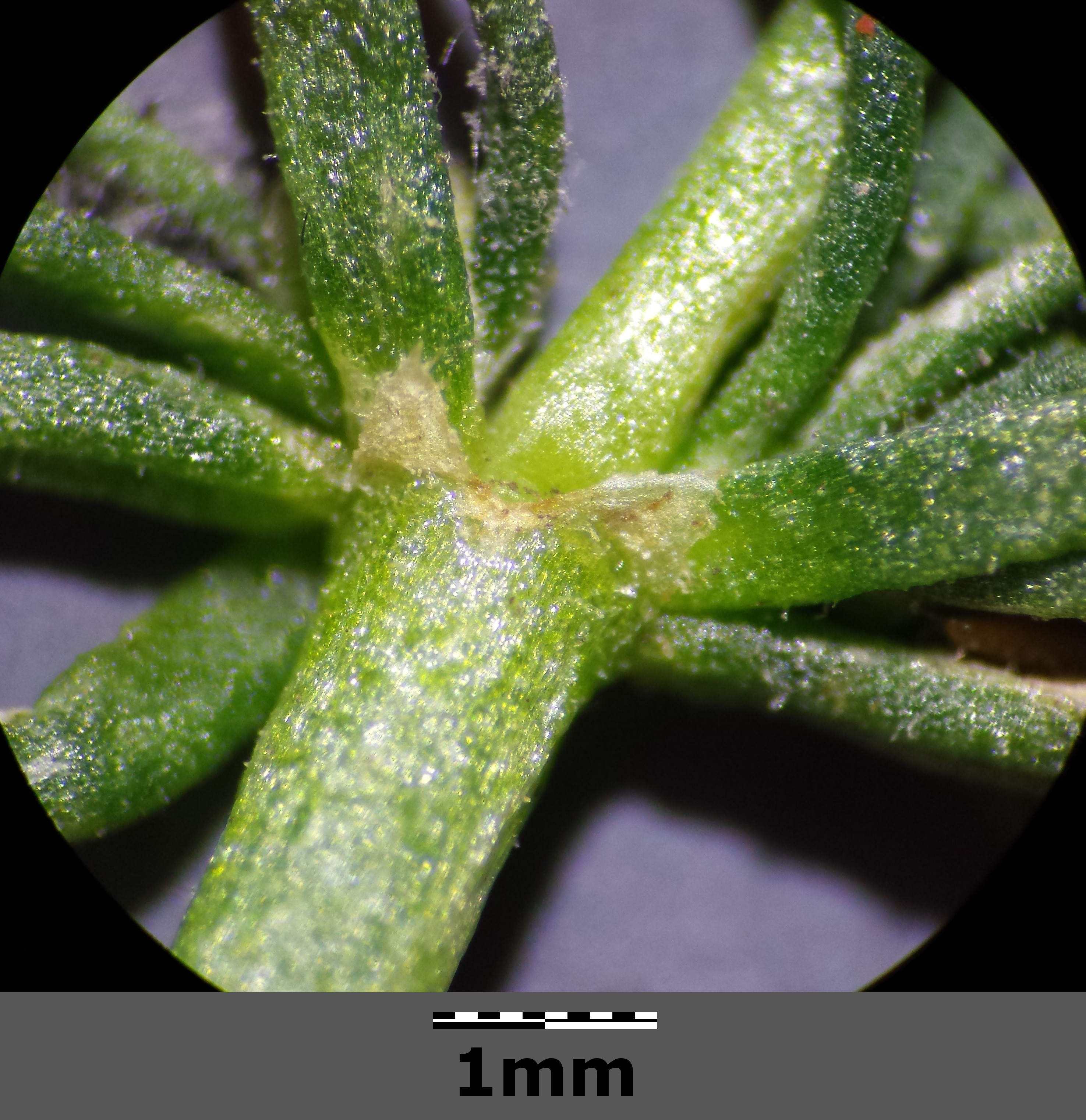
Stipelslida på åkerspärgel
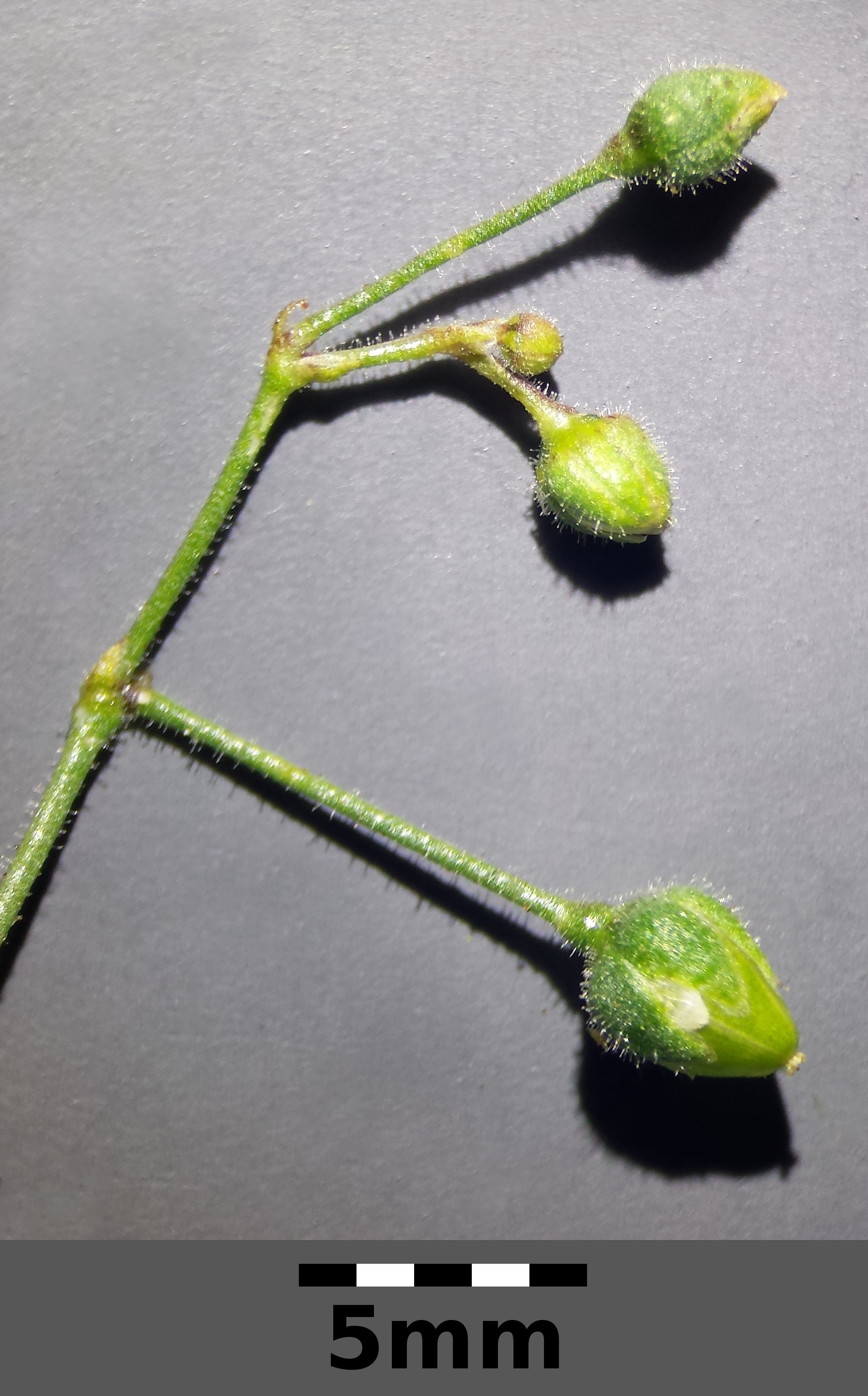
Åkerspärgel- frukter
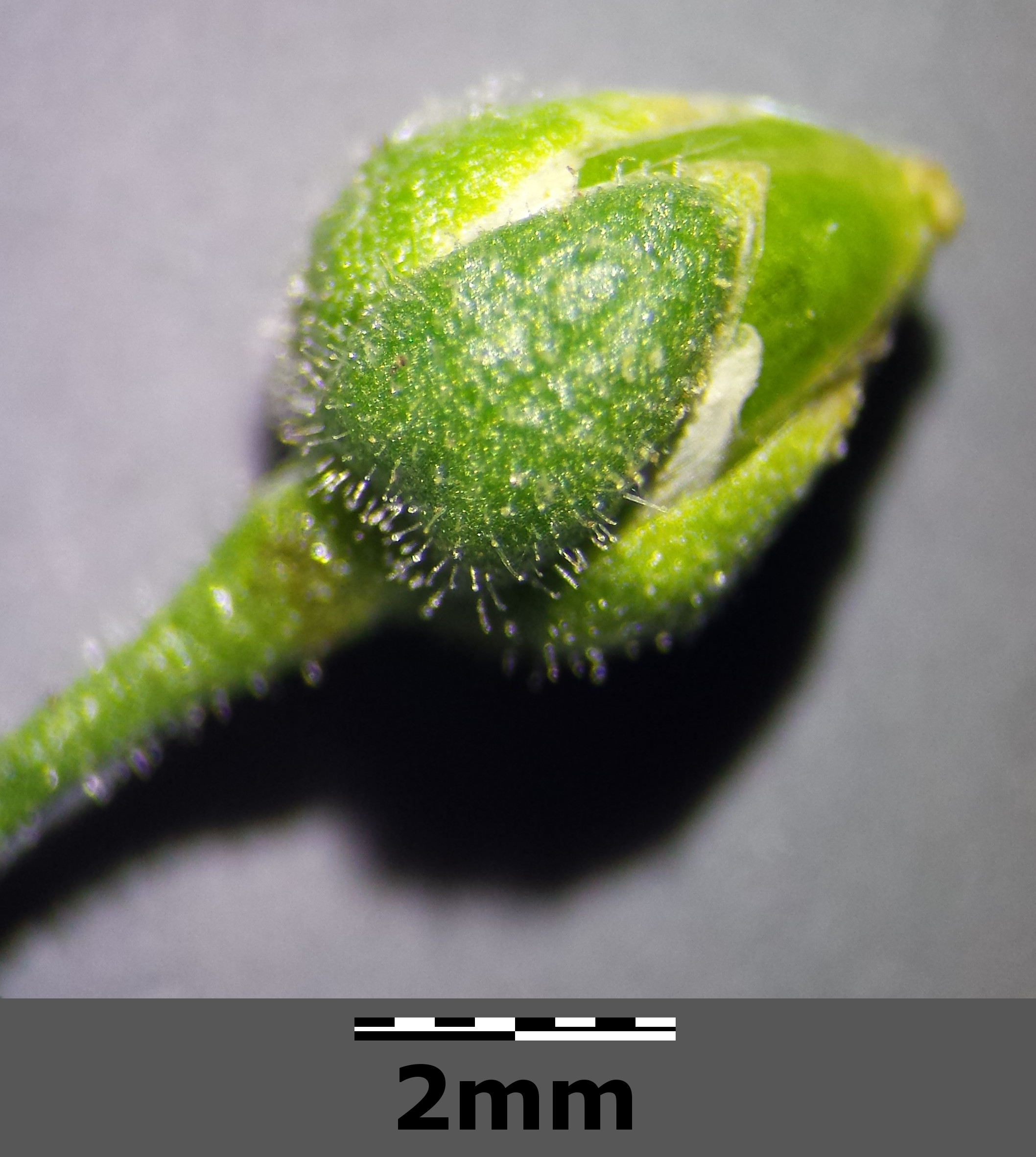
Åkerspärgelfrukt